# Substitute und Runner
In der Sportart Cricket gibt es zwei Arten von Ersatzspielern, Substitute und Runner, deren Rechte und Pflichten in Regel 24 und 25 der Laws of Cricket festgelegt sind.

## Substitute
Ein Substitute (Auswechselspieler) darf für einen Feldspieler eingesetzt werden, der sich, nach der Nominierung durch seinen Kapitän, verletzt hat oder krank geworden ist. Der Substitute muss nicht vorher nominiert worden sein. Auswechselspieler für Schlagleute gibt es nicht.
Der Auswechselspieler kann nur als normaler Feldspieler eingesetzt werden, er darf also nicht bowlen, Wicket-Keeper sein und auch nicht als Kapitän fungieren. Der ursprünglich ausgewechselte Feldspieler kann aber zurückkommen und selbst alle diese Rollen wieder übernehmen.

### Supersub
Im Jahr 2005 führte der International Cricket Council für One-Day Internationals eine neue experimentelle Regel ein, die es den Mannschaften erlaubte, maximal eine taktische Auswechslung, wie vom Fußball bekannt, vorzunehmen. Dieser Auswechselspieler musste vor dem Spiel nominiert werden und galt dann als vollwertiger Spieler, der im entsprechenden Innings auch als normaler Batsman spielen durfte.
Doch war diese Regel von Anfang an bei Spielern, Fans und Kommentatoren sehr unpopulär, unter anderem, weil sie dem Gewinner der Toss, welcher das Recht hat, zu entscheiden, wer zuerst schlägt, einen zusätzlichen Vorteil verschafft, aber letztendlich weil es einfach ein für Cricket fremdes Konzept ist. Im Frühjahr 2006 wurde diese Regel dann auch wieder eingestellt.

## Runner
Ein Runner ist ein Spieler, der für einen durch eine Verletzung eingeschränkten Batsman das Laufen zwischen den Schlaglinien übernimmt. In gewissem Sinne sind diese beiden Personen dann zwei Teile eines Spielers. 
Ist jedoch der Batsman so stark verletzt, dass er nicht einmal mehr schlagen kann, gibt es für ihn keinen Ersatz. Dies wird dadurch etwas abgemildert, dass es erstens keine feste Schlagfolge (engl. batting order) gibt und zweitens ein schon eingesetzter Batsman, der wegen Verletzung aufgeben musste, später wieder sein Innings aufnehmen darf, wenn ein anderer Batsman ausscheidet oder aufgibt.
Voraussetzungen für den Einsatz eines Runners sind:
- Die Verletzung des Batsman muss sich nach der Nominierung der Spieler ereignet haben.
- Der Runner muss zu den elf nominierten Spielern gehören.
- Er muss selbst schon seinen Einsatz als Batsman im laufenden Innings hinter sich haben, sofern dies möglich ist.
- Er muss mit einem Schläger ausgerüstet sein und die gleiche äußere Schutzausrüstung tragen wie sein Batsman.

Der verletzte Batsman bleibt, wenn er am Schlag ist, ein ganz normaler Striker, nur kann und darf er nicht das Laufen zwischen den Schlaglinien durchführen, dies wird dann vom Runner übernommen, der bis dahin dort steht, wo normalerweise der Schiedsrichter am Strikerende zu finden ist, welcher in diesem Fall die entsprechende Position auf der anderen Seite der Pitch einnimmt, um alle Schlagleute in seinem Blick zu haben.
Solange der verletzte Batsman nicht am Schlag ist, ist er technisch nicht im Spiel und steht meist hinter dem Schiedsrichter am Strikerende, der dann wieder in seiner üblichen Position auf der Leg-Side steht, d. h. im Rücken des Strikers. Die Rolle des Non-Strikers wird dann vom Runner übernommen.
Der verletzte Batsman ist aus, sobald er oder sein Runner auf eine der üblichen Weisen aus ist. Darüber hinaus ist der verletzte Batsman selbst aus, wenn er sich als Striker vor seiner Linie befindet, die in seinem speziellen Fall nur die am Wicket-Keeper-Ende sein kann, und das dortige Wicket zerstört wird. Dies ist dann, je nach Situation, ein Run Out oder ein Stumped. Nur in diesem einen Fall gelten dann keine der Runs, die die anderen beiden Spieler vor diesem Ausscheiden schon erlaufen haben.

## Verlassen des Spielfeldes
Ein Feldspieler darf jederzeit, auch wenn er keinen Anspruch auf einen Auswechselspieler hat, das Spielfeld verlassen, vorausgesetzt der Schiedsrichter wird über den Grund unterrichtet. Er muss aber auf die Zustimmung des Schiedsrichters warten, wenn er wieder auf das Spielfeld zurückkommen will, dieser ist aber gehalten, dies so früh wie möglich zu tun.
Für den Fall, dass der Feldspieler jedoch ohne Schiedsrichtergenehmigung wieder das Spielfeld betritt und er danach mit dem im Spiel befindlichen Ball in Berührung kommt, ist das Spiel sofort unterbrochen (dead ball) und die Schlagmannschaft erhält automatisch fünf Runs (penalities) gutgeschrieben.

### Bowlingeinschränkungen
Um zu verhindern, dass sich ein Bowler vor einem neuen Einsatz durch eine Ruhepause einen unfairer Vorteil verschaffen kann, darf ein Feldspieler, der 15 Minuten oder länger nicht mehr auf dem Spielfeld war, erst dann wieder bowlen, wenn er mindestens solange wieder im Spiel gewesen ist, wie er weg war.
Diese Einschränkung wird allerdings am Beginn eines neuen Spieltages aufgehoben, gilt aber ansonsten auch im nächsten Innings weiter, wenn eine Mannschaft in zwei Innings hintereinander Feldmannschaft ist.